# Gyraulus crenophilus
Gyraulus crenophilus is een slakkensoort uit de familie van de Planorbidae. De wetenschappelijke naam van de soort is voor het eerst geldig gepubliceerd in 1959 door Hubendick & Radoman.